# بلندتک
بلندتک (انگلیسی: Blendtec) شرکت لوازم خانگی آمریکایی است، که در سال ۱۹۷۵ تأسیس شد.